# 산둥 방송국
산둥 방송국(山东广播电视台)은 중화인민공화국 산둥성에 위치한 방송국이다. 약칭은 SDTV(텔레비전), SDR(라디오)이다.
산둥 텔레비전은 1960년 10월 1일에 설립되었다. 1994년에 위성 텔레비전 방송을 시작하였다. 2002년 10월 30일에는 아시아 3S 위성을 통한 디지털 위성 방송을 시작하였다. 2010년 7월 29일 산둥 텔레비전과 1948년 11월 8일에 설립되었던 산둥인민방송이 합병하여 산둥 방송국이 설립되었다.

## 로고
현재 로고는 1994년 1월 1일에 정착되었으며, 황하 하구를 표현한 것이다. 구불구불 한 형태는 지리적 특성을 따랐으며, 산둥의 병음 표기 중 첫 글자 "S"와 산둥의 첫 글자 산(山)의 초서체와 흡사하게 그려졌다. 초기에는 삼원색(RGB)의 로고였으나, 2001년부터 금색을 사용하고 있다. 2010년 1월 1일에는 흰색으로 변경하고 원 안에 있는 형태가 되어있으나, 2년 만에 이전 형태로 돌아갔다.

## 텔레비전 채널
산둥 방송국은 총 10개의 채널을 보유하고 있다.
- 山东卫视 (산둥 위성 텔레비전)
- 齐鲁频道 (치루 텔레비전, 산둥 성의 또다른 이름인 제노(齐鲁)에서 따왔다.)
- 体育频道（스포츠 채널, 2008년 CSPN에 가맹）
- 农科频道 (농과 채널)
- 公共频道 (공공 채널, 공공·뉴스 채널(“公共·新闻”频道)이라고 불린 적이 있음.）
- 影视频道 (산둥 케이블 TV 센터)
- 综艺频道 (예술 채널, 산둥 케이블 TV 센터)
- 生活频道 (생활 채널, 산둥 케이블 TV 센터)
- 少儿频道 (이전 명칭, 제 9 채널)
- 国际频道 (국제 채널, 태산 TV(泰山电视台)라고도 부름.)

## 라디오 채널
- SDR-1 / 山东人民广播电台 / FM 95.0 MHz : (산둥인민방송, 종합 채널, 1948년 개국)
- SDR-2 / 山东广播经济频道 / FM 98.6 MHz : (경제 채널, 1993년 개국)
- SDR-3 / 山东广播女主播频道 / FM 97.5 MHz : (여성 문화 채널, 2012년 1월 1일 개국)
- SDR-4 / 山东广播生活频道 / FM 105.0 MHz : (생활 채널, 1999년 1월 1일 개국)
- SDR-5 / 山东广播交通频道 / FM 101.1 MHz : (교통 채널, 1999년 개국)
- SDR-6 / 山东广播乡村频道 / FM 91.9 MHz : (농업 채널, 2003년 10월 개국)
- SDR-7 / 山东广播音乐频道 / FM 99.1 MHz (음악 채널, 2004년 12월 21일 개국. 애칭으로 城市之音(CITY FM)이라 부른다.)
- SDR-8 / 山东广播体育频道 / FM 102.1 MHz : (스포츠 채널, 2005년 개국)
- SDR-9 / 山东广播经济FM96 / FM 96.0 MHz : (경제 채널, 2012년 개국)

## 같이 보기
- (중국어) 산둥 텔레비전, 산둥인민방송